# Fresno del Río
Fresno del Río è un comune spagnolo di 190 abitanti situato nella comunità autonoma di Castiglia e León.